# Anunciación con San Emigdio

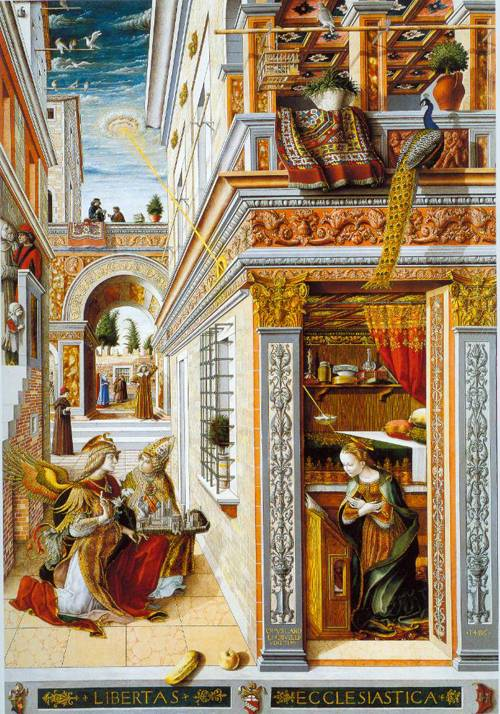
Anunciación con San Emigdio, Carlo Crivelli; 1486.

La Anunciación con San Emigdio es un retablo del artista italiano Carlo Crivelli mostrando una escena de Anunciación. El retablo fue pintado para la iglesia de SS. Annunziata en la ciudad italiana de Ascoli Piceno, en las Marcas, para celebrar el autogobierno concedido a la ciudad por el papa Sixto IV en 1482. La pintura fue trasladada a la Pinacoteca de Brera en Milán en 1811, pero pasó a Auguste-Louis de Sivry en 1820, y llegó a Inglaterra a mediados del siglo XIX. Permanece en la Galería Nacional en Londres desde que fue donada por Henry Labouchere, primer Barón Taunton en 1864.

## Temas
El fino rayo de luz desde el cielo alcanzando a María simboliza su concepción por el Espíritu Santo, que baja por él en su forma simbólica de paloma. El callejón cerrado a la izquierda y el frasco de agua pura en el dormitorio de María son símbolos convencionales de su virginidad. El ángel Gabriel aparece inusualmente en el exterior de la alcoba, acompañado por San Emigdio, el patrón de Ascoli Piceno llevando una maqueta de la ciudad. La manzana en primer plano representa la fruta prohibida y la Caída del Hombre, que el sacrificio de Jesús redimirá. El pepino simboliza la Resurrección, además de fertilidad, porque germina fácilmente. El pavo real era otro símbolo de la Resurrección de Cristo, porque muda las plumas en invierno así como de inmortalidad, porque se creía que su carne nunca se deterioraba. Junto al ave, una alfombra oriental adorna la logia en el primer piso de la renacentista casa de María.
La porción inferior de la pintura presenta los escudos de armas del papa Sixto IV y del obispo local, Próspero Caffarelli. Las palabras latinas libertas ecclesiastica (libertad eclesiástica) se refiere al autogobierno de Ascoli Piceno bajo la supervisión general de la Iglesia Católica. En teorías marginales el halo del que procede el Espíritu Santo en la pintura es a veces interpretado como un OVNI. Según el historiador Massimo Polidoro de hecho se trata en realidad de "un vórtice de ángeles en nubes abierto en el cielo, otra representación frecuente de Dios en las obras sagradas medievales y renacentistas". Los pintores en esos tiempos utilizaban "significados simbólicos que eran cualquier cosa menos aleatorios." Polidoro describe la explicación OVNI como "reinterpretar con ojos de europeos del siglo XXI el producto de otras culturas".